# Bagòss
Le bagòss, parfois dénommé grana bresciano, est un fromage traditionnel à pâte jaune à base de lait de vache, produit dans le village de Bagolino en Lombardie.

## Production
Les vaches sont de race brune des Alpes ; en hiver, le troupeau reste aux environs du village pour transhumer en période estivale dans les alpages sur les montagnes avoisinantes. C'est en cette période que le lait est tiré et transformé en utilisant les méthodes traditionnelles à base d'instruments en bois. Les tomes d'un diamètre de 40 cm pour un poids final de 16 kg sont ensuite salées à sec puis subissent une période de maturation de 12 à 24 mois. Il faut 180 litres de lait pour une tome.